# 奈良県立奈良商工高等学校
奈良県立奈良商工高等学校（ならけんりつ なら しょうこう こうとうがっこう、英: Nara High School of Business and Technology）は、奈良県奈良市柏木町にある県立の実業高等学校。

## 概要

### スクール・ミッション
- 全日制課程
地域社会に貢献できるものづくりとビジネスのスペシャリストの養成[1]
- 定時制課程
少人数での学習を通して、工業や商業の専門分野に関する知識と技能を身に付け、自分の可能性を広げようとする生徒の育成[2]

### 教育目標
- 全日制課程
  - 人権を尊重する民主的な社会の形成者として、豊かな人間性と創造性を備えた生徒育成を目指す。
  - ものづくりとビジネスの実習・演習を通して、技術を身につけ社会に貢献できる生徒の育成を目指す[4]。
- 定時制課程
  - 校訓「誠実・克己・闊達」を引き継ぎ「機械やビジネスの基礎技能を身に付け、様々な資格を取得し、スペシャリストを目指す」ことを目標にしている[3]。

### 教育方針

#### アドミッション・ポリシー
以下のような生徒を積極的に受け入れる。 
- 全日制課程
  1. 本校の学科の特色を理解し、明確な進路目標を掲げて高校生活を送ることができる生徒
  2. 本校志望の意志が強く、社会の変化に対応できるよう主体的に学習に取り組み、学校行事、部活動、地域交流等に積極的に参加し、常に自らを高め、「目標」に向かって努力する生徒
  3. ものづくりや科学技術に関心をもち、工業に関する知識・技能の習得と資格取得に積極的にチャレンジする生徒
  4. ビジネス社会に関心をもち、ビジネス活動に必要な資格の取得に向けて一生懸命に努力することのできる生徒
- 定時制課程
  1. 他者への思いやりの心をもち、多様な仲間とともに学校生活を送りたい生徒
  2. 日々の授業を大切にし、部活動や生徒会活動、学校行事にも積極的に取り組む意欲のある生徒
  3. 工業や商業に興味をもち、自らの進路実現に向けて取り組む意欲のある生徒

#### カリキュラム・ポリシー
確かな学力・豊かな人間性・健やかな心身の育成と多様に変化する社会に主体的に対応し得る能力・意欲・創造性を養うことを 教育方針とし、その実現のために以下の教育を行う。
- 全日制課程
  1. 実社会で役立つ資格を取得し、社会に貢献できる専門力を育成する。
  2. 最先端の機器を活用して、ものづくりやビジネスに関する実験・実習を行う。
  3. 大学や専門学校、企業等と連携した高度な授業や技術講演会を実施する。
  4. 就職や進学に対応した柔軟な科目選択や少人数指導を行う。
  5. 生徒会活動、部活動、ボランティア活動を通して、他者と協働する力を育成する。
- 定時制課程
  1. 生徒の実態に合わせて教材を精選し、基礎学力を定着させ、真剣に学習に取り組む意欲と態度を育てる。
  2. 工業や商業に関する専門性を高め、実社会で通用する資質・能力の習得を図る。
  3. 少人数のメリットを生かし、実習や資格試験ではマンツーマンに近い形で丁寧に指導する。
  4. 学校行事や生徒会活動を通して、共に成長できる環境づくりに努める。

#### グラデュエーション・ポリシー
卒業までに、以下の資質・能力の育成を目指す。
- 全日制課程
  1. 人間尊重の精神に徹し、自他の価値を認め合い、他者と協働しながら自分を成長させることができる。
  2. 将来にわたり、高い志をもち、自から学び、自ら考え、社会の変化に柔軟に対応することができる。
  3. 主体的に行動し、地域社会の中核として活躍することができる。
  4. 専門的知識と確かな技術を習得し、工業や商業の発展に寄与することができる。
- 定時制課程
  1. 多様な他者と協働し、互いに理解し、共に支え合うことを大切に行動できる。
  2. 社会で必要なルールやマナーを身に付け、地域社会や職場から信頼される。
  3. 基礎的・基本的な知識や技術を修得し幅広い分野で活躍することができる。
  4. 自分で課題を見つけ、それを解決し、将来にわたって学び続けることができる。

#### 校訓
校訓は、「誠実」「克己」「闊達」である。

## 沿革

### 略歴
1946年（昭和21年）に奈良県立奈良商業学校と奈良県立奈良工業学校が統合され「奈良県立奈良商工学校」となる。その後、学制改革および奈良県の学校再編により「奈良県立奈良高等学校（商業課程・工業課程）」(1948 - 1952年）、奈良県立奈良商工高等学校(1952 - 1967年）を経て、1967年（昭和42年）、再度「奈良県立奈良商業高等学校」と「奈良県立奈良工業高等学校」に分離独立校となる。
2007年（平成19年）4月に、奈良県立奈良商業高等学校（以下、奈商）と奈良県立奈良工業高等学校（以下、奈工）を統合する際、新設合併により奈良県立奈良朱雀高等学校として開設された。統合当初は両校の校地を使用していたが、2009年（平成21年）度以降は、奈商校地を使用している。
奈良県教育委員会が策定した県立高等学校適正化実施計画の実施に伴い、2021年（令和3年）4月に奈良県立奈良商工高等学校に校名を変更し、奈商と奈工に分離する前の校名に54年ぶりに戻った。
商業と工業に関する学科を有し、商業科と工業科の生徒がともに課題研究に取り組むなど改革を行うとしている。

### 年表
- 2007年（平成19年）4月1日 - 奈良県立奈良商業高等学校と奈良県立奈良工業高等学校を統合する際、新設合併により奈良県立奈良朱雀高等学校として開設。
  - 奈良商業高校と奈良工業高等学校はそれぞれ生徒募集を停止（在校生（2・3年生）が卒業するまで存続）。
  - 当面は両校に併設の形をとり、奈良商業高校校舎（柏木校舎）と奈良工業高校（秋篠校舎）の2校舎体制をとる。
- 2009年（平成21年）
  - 3月31日 - 奈良商業高校と奈良工業高校が廃止される。
  - この年 - 校舎を奈良商業高校の柏木校舎に統合。秋篠校舎を廃止。
  - 10月 - 奈良産業大学との連携協力に関する協定書に調印。
- 2017年（平成29年）- 創立10周年を迎えた。
- 2021年（令和3年）4月1日 - 奈良県立奈良商工高等学校が開校[5]。前身の奈良商業高等学校の旧名称であり、1967年以来に校名が復活した。在校生は、奈良県立奈良朱雀高等学校に在籍
- 2024年（令和6年）3月31日 - 奈良県立奈良朱雀高等学校が閉校予定[6]

## 基礎データ

### 所在地
- 奈良県奈良市柏木町248

### 通学区域
- 奈良県内全域

### アクセス
- 奈良交通「柏木町南」停留所より西へ約350m（徒歩約5分）
- 近鉄橿原線「西ノ京駅」より東へ約1.2km（徒歩約17分）

### 象徴

#### 校章
奈良工業高等学校と、奈良商業高等学校両方の校章を生かして翼を広げ、世界にそして未来に向かってはばたき、持っている可能性を大きく伸ばし、高めようとしている様を朱雀で表している。

## 設置する課程、学科および定員
- 全日制課程
  - 工業に関する学科
    - 機械工学科 - 222名（募集人員74名；特色選抜）
    - 情報工学科 - 111名（募集人員37名；特色選抜）
    - 建築工学科 - 111名（募集人員37名；特色選抜）

  - 商業に関する学科
    - 総合ビジネス科 - 240名（募集人員80名；特色選抜）
    - 情報ビジネス科 - 120名（募集人員40名；特色選抜）
    - 観光科 - 120名（募集人員40名；特色選抜）

所属する学科以外の科目も選択できる総合選択制を導入。
- 定時制課程
  - 工業に関する学科
    - 工業科 - 2023年度より工業科として生徒募集停止。

  - 商業に関する学科
    - 商業科 - 2023年度より商業科として生徒募集停止。
    - 商工科 - 120名（募集人員40名；一般選抜）

工業科、商業科の2つの学科をまとめて、商工科として募集する。

## 高校関係者と組織

### 高校関係者組織
- 奈良県立奈良商工高等学校学校運営協議会 - 保護者、地域住民、校長、関係行政機関の職員の中から委嘱された委員による機関。学校運営および当該運営への必要な支援に関して協議する。
- 翔楓会 - 卒業生による同窓会組織
- 奈良県立奈良朱雀・奈良商工高等学校育友会 - 生徒保護者による保護者会組織で、会員は入会金および年会費を納入する。
- 奈良県立奈良朱雀・奈良商工高等学校文化体育後援会 - 生徒保護者を中心とした部活動後援会組織で、会員は入会金及び年会費を納入する。
- 奈良県高等学校PTA協議会 - 奈良県立教育研究所内に事務局を置くPTA協議会。奈良県立奈良朱雀・奈良商工高等学校育友会の会員をもって会員とし、会員は単位PTA分担金として会費を納入する。

### 高校関係者一覧

#### 著名な出身者
- 釘宮智子 - アマチュアボクシング選手[7]
- 森坂嵐 - アマチュアボクシング選手[8]
- 寺地拳四朗 - プロボクサー
- 中嶋一輝 - プロボクサー[9]

#### 著名な教職員
- 高見公明 - ロサンゼルス五輪ボクシング日本代表。奈良工時代より教員として勤務していたが[10]、奈良県立王寺工業高等学校に異動。
- 山本清悟 - 当校元保健体育教諭・ラグビー部監督。伏見工業高校（現・京都工学院高校）出身で同校がモデルとなったテレビドラマ『スクール☆ウォーズ』の登場人物のモデルともなっている。2021年3月をもって定年退職[11]したが、再雇用により顧問としてラグビーの指導を行なっている[12]。